# Roger Ghys

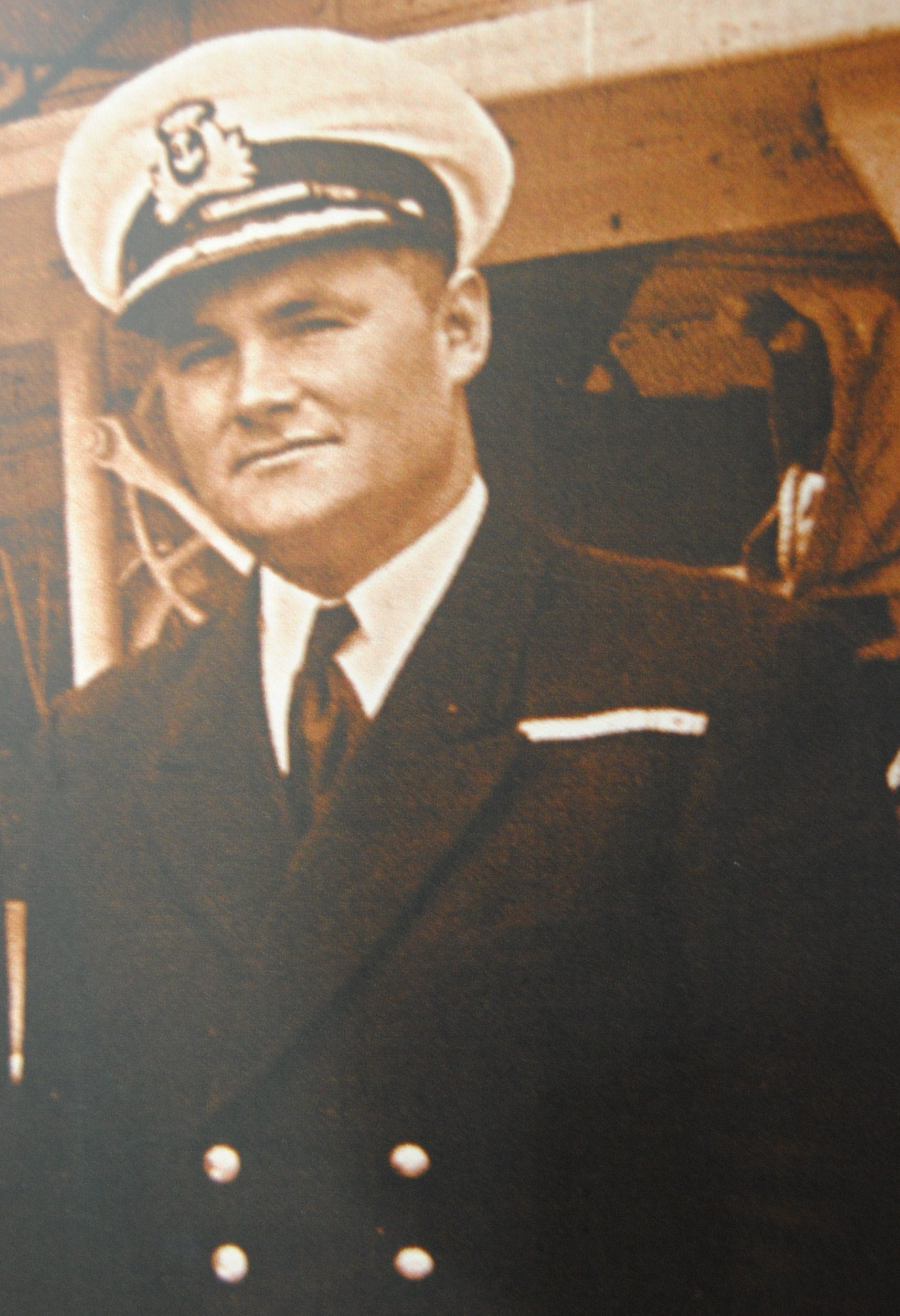
Cadet Roger Ghys.

Roger Ghys (Brugge, 25 oktober 1923 - Borgerhout, 12 november 2012) was een commandant van de Belgische zeevaartvereniging en was bevelhebber van de Mercator.
Ghys was in 1940 cadet aan boord van de Mercator om later, in 1949, er officier te worden. Nadat hij eerst kapitein werd, werd hij in 1955 commandant van de Mercator.
Hij is tevens de auteur van het boek Sailing a square-rigger en het boek Mercator, een verdwenen kielzog.